# یواس‌اس گودویل (۱۹۱۷)
یواس‌اس گودویل (۱۹۱۷) (به انگلیسی: USS Goodwill (1917)) یک کشتی بود که طول آن ۲۶ فوت ۱۰ اینچ (۸٫۱۸ متر) بود. این کشتی در سال ۱۹۱۷ ساخته شد.